# George K. Brady
George K. Brady (9 de dezembro de 1838 - 20 de janeiro de 1899) foi um oficial do Exército dos Estados Unidos, que serviu como segundo comandante do Departamento do Alasca, de 1 de setembro de 1870 a 22 de setembro de 1870.